# Динамо (стадион, Уфа)
Стадион «Дина́мо» — футбольный стадион общества «Динамо» в городе Уфе. Расположен в западной части Соборной площади на Семинарской горе в Новой Уфе, напротив здания Уфимской духовной семинарии.
В данное время используется, как домашняя арена клуба по хоккею с мячом «Кировец».

## Характеристика
Вместимость стадиона рассчитана на 5 000 зрителей. Футбольное поле (100×69 м) с искусственным покрытием без системы подогрева.
Кроме футбольного поля, в инфраструктуру стадиона также входят легкоатлетические дорожки (400 метров), теннисные площадки, бассейн, стрелковые тиры, гостиница, а также спортивный зал с трибунами на 1 000 мест, где проводятся матчи Чемпионата России по волейболу.

## История
Стадион построен на месте спортивной площадки Ушаковского парка, возле уничтоженного Воскресенского собора. Открытие стадиона состоялось 6 мая 1934. В советское время название стадиона часто менялось. В основном это были труднопроизносимые аббревиатуры, такие как БОСФК, БСПС или ГСФК.
31 августа 1941 на стадионе «Динамо» переменный личный состав Уфимского пехотного училища приведён к военной присяге.
В 2007 году реконструирован «Строительный трест № 3». В 2009–2015 — домашняя арена футбольного клуба «Уфа».
С 2019 домашняя арена хоккейного клуба «Кировец».